# Elias Caspar Reichard
Elias Caspar Reichard, auch Kaspar (* 4. November 1714 in Quedlinburg; † 18. September 1791 in Magdeburg) war ein deutscher Pädagoge und Schriftsteller.

## Leben
Reichard war der Sohn eines Leinendamastwebers und ergriff dem Wunsch des Vaters entsprechend zunächst diesen Beruf. Als Geselle begab er sich 1733 auf die Wanderschaft nach Köthen und Halle (Saale). Aus der Gesellenherberge in Halle wandte er sich mit einem Aufnahmegesuch an den Rektor der Schule des Waisenhauses Johann Anastasius Freylinghausen, wo er den Schulbesuch 1736 beendete. Im Oktober 1736 begann er an der Universität Leipzig sein Studium der Theologie und der Humaniora, welches er ab 1738 an der Universität Halle beendete und wo er seine erste Anstellung als Lehrer an seiner alten Schule fand. Kurz darauf berief ihn 1739 der Abt Johann Adam Steinmetz des Klosters Berge an die dortige Schule. 
1740 wurde er von der dänischen Regierung an das Akademische Gymnasium des Christianeums in Altona als Professor der Beredsamkeit und Dichtkunst berufen, wo er die Altonaischen Gelehrten Zeitungen begründete und Schriften Ludvig Holbergs aus dem Dänischen in die deutsche Sprache übersetzte. 
Zum Beginn des Jahres 1745 erhielt er einen Ruf als Professor an das Collegium Carolinum in Braunschweig, wo er an den Braunschweigischen Anzeigen mitarbeitete. 1749 veröffentlichte er eine Übersetzung von Isaac Watts’ Humility als Die Demuth : nach den vornehmsten Quellen und verschiedenen Vortheilen derselben an dem Beyspiele und Character des Apostels Pauli mit beyläufiger Bemerkung des gegenseitigen Lasters.
1754 wurde er als Rektor an das altstädtische Gymnasium in Magdeburg berufen. Er konnte das Amt wegen einer Konkurrentenklage des dort amtierenden Konrektors jedoch erst 1755 antreten, worauf er 30 Jahre in seinem Amt blieb und dieses 1784 wegen seiner im Alter zunehmenden Schwerhörigkeit aufgeben musste.
Reichard beschäftigte sich eingehend und kritisch mit Magie und Aberglauben und sammelte Geister- und Gespenstergeschichten verschiedener Provenienz, um ein Sammelwerk Eberhard Daniel Haubers (1691–1765) fortzuführen und zu verbessern.

## Schriften
- Dissertatio philosophica probans animam et perfici posse et a pveritia debere. Defendent: Christian Bendixen; Altona: Korte 1744

Digitalisat, Bayerische Staatsbibliothek
- Versuch einer Historie der deutschen Sprachkunst. Hamburg 1747, Reprint Hildesheim 1978

Digitalisat, Bayerische Staatsbibliothek
- Beytrag zur Lehre von den Gespenstern und Erscheinungen der Geister. In: Braunschweigische Anzeigen 1752, 30. Stück, Sp. 585–588; 32. Stück, Sp. 625–631; 35. Stück, Sp. 681–685.
- Ein altes deutsches Zauberlied gegen das Quartanfieber. In: Braunschweigische Anzeigen 1755, 16. Stück, Sp. 321–326
- Vermischte Beyträge zur Beförderung einer nähern Einsicht in das gesamte Geisterreich. Zur Verminderung und Tilgung des Unglaubens und Aberglaubens. Als eine Fortsetzung von D. David Eberhard Haubers Magischen Bibliotheck herausgegeben, 2 Bände, Helmstedt 1781, 1788

Digitalisat von Band 1 (1. St. 1-4), Bayerische Staatsbibliothek
- Matthäus und Veit Konrad Schwarz nach ihren merkwürdigsten Lebensumständen und vielfältig abwechselnden Kleidertrachten aus zwey im Herzoglich-Braunschweigischen Kunst- und Naturalienkabinette befindlichen Originalien ausführlich beschrieben und mit Anmerkungen erläutert […]. Ein Beytrag zur Geschichte der Kleidermoden, zur Beförderung der Menschenkunde und zur Kenntniß der deutschen Sprache des 16ten Jahrhunderts. Magdeburg 1786

Digitalisat, Bayerische Staatsbibliothek